# 帯状流
帯状流 （たいじょうりゅう、zonal flow）とは、トロイダルに閉じ込められた融合プラズマ実験において磁気面内を主にポロイダル方向に流れるプラズマ流を意味する用語である。"zonal"が緯度を意味する大規模な大気流および海流の擬二次元的性質の類推から、それと似た、強く磁化されたプラズマにおける低周波の流れの擬二次元的性質を前者に用いられる用語で表している。
トロイダルプラズマ状態の帯状流はさらにこれらによって特徴づけられる。
- 半径方向の広がりで磁気的表面に対して横方向に局在化され(球状のプラズマ回転とは対照的)
- ポロイダル方向もしくはトロイダル方向の変化がほとんどないまたは全くない。m = n = 0 モード(m,nはそれぞれポロイダルモード数、トロイダルモード数)
- 非摂動トロイダル平衡状態を中心とした線形化によって分析したとき、0の実周波数を持つ(有限周波数を持つ測地音響モードブランチとは対照的に)。
- エネルギーが変調不安定性または乱流逆カスケードにより長波長に移行する、低周波ドリフト型モードによって引き起こされる自己組織化現象を介して起こる。